# Myrmicocrypta dilacerata
Myrmicocrypta dilacerata är en myrart som först beskrevs av Auguste-Henri Forel 1885.  Myrmicocrypta dilacerata ingår i släktet Myrmicocrypta och familjen myror.

## Underarter
Arten delas in i följande underarter:
- M. d. cornuta
- M. d. dilacerata